# كريستيان مولر (لاعب كرة قدم مواليد 1960)
كريستيان مولر (بالألمانية: Christian Müller) هو لاعب كرة قدم ألماني في مركز الهجوم، ولد في 26 ديسمبر 1960 في ألمانيا. لعب مع تنس بوروسيا برلين.

## وصلات خارجية
- كريستيان مولر (لاعب كرة قدم مواليد 1960) على موقع قاعدة بيانات كرة القدم.إي يو (الإنجليزية)
- كريستيان مولر (لاعب كرة قدم مواليد 1960) على موقع بيانات كرة القدم. دي إي (الألمانية)